# Bocchoris
Bocchoris é um gênero de mariposa pertencente à família Crambidae.